# Armand Piron
Pour les articles homonymes, voir Piron.
Armand J. Piron (16 août 1888 - 17 février 1943) est un violoniste de jazz américain qui dirigeait un orchestre de danse dans les années 1920,.
Il est connu principalement pour être le compositeur d'un grand succès du jazz, I Wish I Could Shimmy Like My Sister Kate (en).

## Biographie
Armand J. Piron est né à Nouvelle-Orléans en Louisiane aux États-Unis le 16 août 1888, et est mort le 17 février 1943 dans cette même ville.

## Formation
Piron a reçu de son père, qui était chef d'orchestre, une formation musicale approfondie en tant que violoniste.

## Carrière
Armand J. Piron commence à jouer professionnellement en 1904 à l'âge de 16 ans, obtenant un poste au sein de l'Orchestre philharmonique Joseph Bloom.
Il dirige des orchestres de jazz à partir de 1908 et il prend en 1912 la direction de l'Olympia Orchestra, qui incluait Clarence Williams, lorsque son leader Freddie Keppard quitte la ville,. King Oliver et Sidney Bechet rejoignent cet orchestre peu après.
En 1915, Piron et Clarence Williams créent la société d'édition Piron and Williams Publishing Company,. Au cours de leur première année d'activité, ils publient la composition de Piron I Wish That I Could Shimmy Like My Sister Kate qui devient son plus grand succès.
Après une brève tournée avec W.C. Handy en 1917, Piron crée un orchestre composé du clarinettiste Lorenzo Tio, du pianiste Steve Lewis, du tromboniste John Lindsay et du trompettiste Peter Bocage, dont la chanson thème était The Purple Rose of Cairo, écrite par Piron et Steve Lewis. Curieusement, Piron n'a jamais enregistré cette chanson.
Le New Orleans Orchestra de Piron joue régulièrement dans sa ville natale à partir de 1918.
En 1923, Piron emmène son orchestre à New York pour un engagement et pour une série d'enregistrements.
Son orchestre se produit jusqu'en 1928, et Piron joue encore avec les Moonlight Serenaders de George Augustin au milieu des années 1930.
Armand J. Piron meurt dans la pauvreté, largement oublié, en 1943 à l'âge de 54 ans.